# Olivetti Herrera
Egberto Olivetti Herrera Junior (São Paulo, 5 de junho de 1969) é um ator brasileiro.
Ganhou Destaque em 2004 ao interpretar o médico Álvaro Lafaeti em Esmeralda

## Biografia
Quando estava cursando o último semestre da faculdade de economia, Herrera recebeu uma proposta para trabalhar como modelo no Japão. Não pensou duas vezes: trancou a matrícula. Foram quase dez anos trabalhando em países da Europa, além do Japão. Após receber elogios de diretores de comerciais sobre seu talento para interpretação, Herrera decidiu fazer cursos de teatro e estudou cinema.

## Filmografia

### Na Televisão
| Ano  | Título              | Personagem               | Notas                                         |
| ---- | ------------------- | ------------------------ | --------------------------------------------- |
| 1996 | Colégio Brasil      | Eduardo Figueira         |                                               |
| 1999 | Terra Nostra        | Rafael(Português)        |                                               |
| 2000 | Aquarela do Brasil  | Tenente Rafael           |                                               |
| 2001 | O Direito de Nascer | Luigi (Pianista)         |                                               |
| 2001 | Sandy & Junior      | Otávio Sabará            | Episódio: "Mudou a Primavera ou Mudamos Nós?" |
| 2002 | Esperança           | Paulo                    |                                               |
| 2004 | Esmeralda           | Dr. Álvaro Lafaeti       |                                               |
| 2006 | Cristal             | Lino Barros              |                                               |
| 2006 | Páginas da Vida     | André                    |                                               |
| 2008 | Amigas e Rivais     | Carlos                   |                                               |
| 2009 | Caras & Bocas       | Cupido Solitário         |                                               |
| 2010 | Força-Tarefa        | Cabo Antônio             | Episódio: "Roleta Russa"                      |
| 2010 | Na Forma da Lei     | Luís Otávio              |                                               |
| 2011 | Divã                | Danilo                   |                                               |
| 2011 | Força-Tarefa        | Refém                    | Episódio: "3.6"                               |
| 2011 | Sexo Avesso         | Paulo César              |                                               |
| 2013 | Chiquititas         | Dr. Roberto              |                                               |
| 2013 | Surtadas na Yoga    | Lúcio Flávio             | Episódio: "Gravidez de Risco"                 |
| 2017 | Metrópole           | Dr. Gilberto Mascarenhas | Episódio: "Piloto"                            |
| 2024 | Até Onde Ela Vai    | Alberto                  |                                               |
| 2024 | Reis                | Ben-Simei                | Fase: "A Divisão"                             |

### No Cinema
| Ano  | Título                    | Personagem    | Notas          |
| ---- | ------------------------- | ------------- | -------------- |
| 2018 | Bia (2.0)                 | Miguel Mendes |                |
| 2019 | Renascidos - Novo Coração | Henrique      |                |
| 2023 | A Luta                    | Roberto       | Curta-metragem |